# Arini, Brașov
Arini (în maghiară Lüget) este un sat în comuna Măieruș din județul Brașov, Transilvania, România.

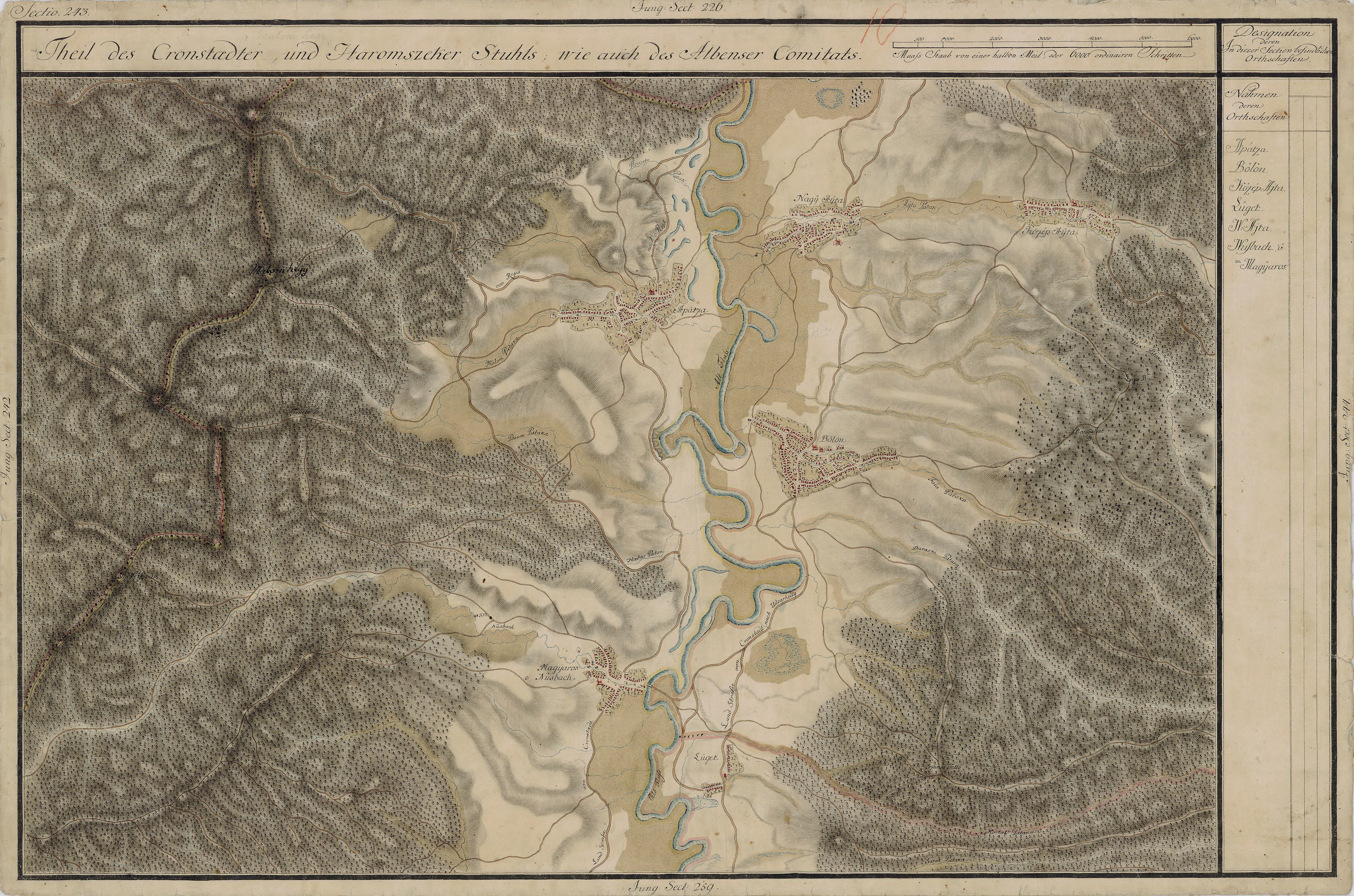
Arini în Harta Iosefină a Transilvaniei, 1769-1773